# Luciano Rossi (album)
Luciano Rossi è il settimo album del cantante Luciano Rossi, pubblicato nel 1981 dalla Ariston.

## Tracce

### Lato A
1. Braccia al cielo (Rossi)
2. Tu nella mia vita (Rossi)
3. Ma tu no (Rossi/Calabrese)
4. Incontrarsi una sera (Rossi)
5. Di meglio (Rossi)
6. E poi fu amore (Rossi)

### Lato B
1. Abbasso te (Rossi/Depsa/Malepasso)
2. Senza un'anima (Rossi)
3. Cucciolo (Rossi)
4. Voglia d'amare (Rossi)
5. Alle 8 ¼, un po' più in là (Rossi)
6. Un bacio (Rossi)